# Khadim Ndiaye
Serigne Khadim N'Diaye (Dakar, Senegal, 30 de noviembre de 1984) es un futbolista senegalés. Juega de guardameta y su actual equipo es el Horoya AC de Guinea.

## Trayectoria
Ndiaye hizo sus inferiores en Espoir Saint Louis, un club semiprofesional de Senegal, y firmó con Casa Sports en 2007, donde ganó 39 partidos con dicho club en dos años. Se unió a ASC Linguère, de la Premier League de Senegal, en junio de 2010.

## Selección nacional
Ha sido internacional con la selección de fútbol de Senegal en 26 ocasiones. Debutó ante Dinamarca el 28 de mayo de 2010, en una derrota 2-0.
Fue convocado para la Copa Mundial de Fútbol de 2018 donde fue titular en los tres partidos de la fase de grupos.

## Clubes
| Club                      | País    | Año       |
| ------------------------- | ------- | --------- |
| Casa Sports de Ziguinchor | Senegal | 2007-2009 |
| ASC Linguère              | Senegal | 2009-2012 |
| Kalmar FF (préstamo)      | Suecia  | 2012      |
| ASC Diaraf                | Senegal | 2013      |
| Horoya AC                 | Guinea  | 2014-2019 |
| Génération Foot           | Senegal | 2019-2020 |
| Horoya AC                 | Guinea  | 2020-     |